# Saint-Amand-les-Eaux
Saint-Amand-les-Eaux é uma comuna francesa na região administrativa de Altos da França, no departamento do Norte. Estende-se por uma área de 33.81 km². Em 2010 a comuna tinha 16 205 habitantes (densidade: 479,3 hab./km²).